# Puerto Suárez nemzetközi repülőtér
A Puerto Suárez nemzetközi repülőtér (IATA: PSZ, ICAO: SLPS) Bolívia egyik nemzetközi repülőtere, amely Puerto Suárez közelében található. 

## Kifutópályák
A repülőtér futópályái:
- 05/23 (2000 m, aszfalt)

## Forgalom
Az utasforgalom az elmúlt években az alábbi módon változott:

## Légitársaságok és úticélok
2023-ban a Puerto Suárez nemzetközi repülőtérről az alábbi járatok indulnak:
| Légitársaság | Célállomások                      |
| ------------ | --------------------------------- |
| Amaszonas    | Santa Cruz de la Sierra–Viru Viru |